# Manuel Seoane (futbolista)
Manuel Seoane (Piñeyro, Partido de Avellaneda, Provincia de Buenos Aires; 19 de marzo de 1902 – Quilmes, Provincia de Buenos Aires; 21 de agosto de 1975) fue un futbolista argentino. Jugó de delantero y se destacó en Independiente de la Primera División de Argentina. Con el seleccionado Argentino ganó las Copas América de 1925, 1927 y 1929, siendo designado el mejor jugador del torneo en las dos primeras.
Seoane es considerado uno de los mejores jugadores de Independiente de todos los tiempos y uno de los mejores de la década de 1920. Obtuvo el reconocimiento de los medios y la afición por ser un estratega y un jugador de equipo, además de su gran técnica con el balón. También fue un delantero implacable, siendo el segundo máximo goleador histórico de Independiente después de Arsenio Erico y el cuarto entre los máximos goleadores de la Primera División de todos los tiempos con 249 goles en 299 partidos de liga.
Posteriormente se convirtió en el entrenador de la selección nacional de Argentina entre 1935 y 1937.

## Trayectoria

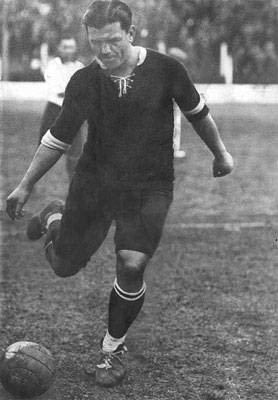
Seoane jugando para Independiente.

Se considera que nació en la localidad de Piñeyro, Partido de Avellaneda el 19 de marzo de 1902. Aunque él mismo en un reportaje realizado en 1922 para la revista Imparcial dice que nació en Rosario el 19 de diciembre de 1901.
Era el menor de tres hermanos (dos varones y una mujer). Su padre era un fundidor gallego emigrado. De joven Manuel debió colaborar con los ingresos del hogar y comenzó a trabajar en la Cristalería Papini como aprendiz.
Sus primeros firuletes con la pelota los realizó en los aledaños al Pantano de Ohaco, donde años después se alzaría el estadio de Independiente.
Comenzó a jugar a los 15 años en el equipo de la fábrica Campomar, luego en la quinta división del club Sudamérica de Avellaneda, de una de las ligas independientes.
En 1918 se inscribió en el Club Progresista del barrio La Mosca, donde llegó por intermedio del delegado Antonio García. Allí comenzó a moldearse como buen gambeteador, perfeccionó su cabezazo mortífero y desarrolló al máximo su sentido de la anticipación de la jugada, lo cual le permitía llegar siempre primero compensando su falta de velocidad. Santiago Leopoldo García, por ese entonces delegado de Independiente recibió un par de recomendaciones y lo fue a ver, ipso facto se lo llevó al club, en diciembre de 1920 hizo su debut en la Intermedia de Independiente frente al C.A. Estudiantes ganando por 5 a 1 y Seoane marcó tres goles. Desde ese momento fue el niño mimado del presidente Canaveri, después de dos amistosos en primera seguidos (ante San Lorenzo el 6 de marzo de 1921 y ante River Plate una semana después), llegó el fichaje oficial para el club. Seoane era ya patrimonio de Independiente y comenzaba una ascendente carrera a la fama.
Su comienzo oficial en la primera división de los rojos fue el 3 de abril de 1921, en la primera fecha del campeonato en un partido frente a Racing Club que fue suspendido al término del primer tiempo por lluvia intensa. Ese día obtuvo la titularidad que ya no abandonaría hasta el día de su retiro.
Es inexacto que debutara al mismo tiempo que Raimundo Orsi, tal como se lee en muchos lados: Orsi había debutado en Independiente el 30 de noviembre de 1919.
Su primer gol se lo convirtió a Juan Bagnera de Lanús el 10 de abril en su segundo partido en primera a los 41 minutos del segundo tiempo.
Su tendencia a engordar atentaba contra su estado físico, pero esta aparente deficiencia era eclipsada por su increíble habilidad para moverse en espacios reducidos. Apilador de rivales por naturaleza, podía jugar en cualquiera de los puestos de ataque, pero se lució esencialmente como centreforward o como insider izquierdo, desde donde aplicaba toda su sapiencia y el altísimo valor de su jerarquía.
En 1922 llegaría el primer campeonato obtenido con Independiente, consiguiendo 65 puntos y aventajando por 4 a River y por 5 a San Lorenzo sus más inmediatos perseguidores. Con gran impacto en los medios, que apodaron al equipo "Los Diablos Rojos" . Desde entonces, el nombre "Diablos Rojos" se ha mantenido como un símbolo para los jugadores y aficionados de Independiente. Ese equipo estuvo formado por jugadores destacados como Raimundo Orsi, Zoilo Canavery, Alberto Lalín, Luis Ravaschino y el propio Seoane. Seoane marcó en ese campeonato 55 goles. Siendo el jugador que más goles anotó por un torneo en la historia del fútbol argentino.
El 11 de noviembre de 1923, en un incidente con el réferi del partido frente a River Plate es expulsado junto a Ronzoni, López y Ferro. A Seoane y Ronzoni le dieron un año de suspensión, y se fueron a jugar a El Porvenir que militaba en la Asociación Argentina.
Cuando fueron indultados, Seoane jugó un solo partido en Independiente en 1924 (contra Tigre) retornando por lealtad a quien lo acogió en la mala a El Porvenir, estando allí fue requerido por Boca Juniors para su exitosa gira europea de 1925, en la cual de los 40 tantos logrados por los boquenses, 16 fueron de Seoane.
Al regreso de la gira se alistó nuevamente en Independiente, equipo que le merecía toda su dedicación y devoción. En su triunfal vuelta conquistó junto a los “diablos rojos” invicto el campeonato de 1926 y la Copa de Competencia del mismo año. Sus compañeros de delantera fueron el uruguayo Zoilo Canavery, Alberto Lalín, Luís Ravaschino y Raimundo Orsi. Ya era “La Chancha” Seoane, la obesidad había ganado la batalla pero Manuel seguía siendo el azote de los arqueros. La gambeta corta imparable, los milimétricos pases a sus compañeros Orsi; Lalín y Ravaschino, la absoluta seguridad en el manejo de la pelota, su excelente cabezazo, la terrible potencia de su remate con ambas piernas, su afable personalidad y su innata picardía lo fueron cimentando como ídolo inolvidable de los rojos.
Fue mañero cuando el físico lo iba abandonando, gustaba del pechazo matemático y de la búsqueda en el córner de la pelota apelando siempre a algún recurso de viveza inusitada. En él todo era admisible, lo apreciaban compañeros y rivales. El Negro era un crack sin vuelta de hoja y sus chistes en medio del partido solo servían de complemento a una calidad que nadie podía discutir.
Fue el máximo goleador del amateurismo señalando 207 goles en Independiente entre partidos oficiales y copas (sin verificar los que hizo en El Porvenir). En Independiente disputó 208 partidos por partidos oficiales de campeonato y 9 por Copas de Competencia.
En una gira por Chile a principios de 1931 jugaban un partido frente al combinado de Concepción y Talcahuano en la ciudad de Concepción bajo un sol abrasador y entre una nube de polvo ya que la cancha era de tierra. Seoane al volver a la casilla vio una botella que creyó de naranjín y se la tomó de un trago, era aguarrás. Estuvo muy grave durante dos días.
Cuando se implantó el profesionalismo pese a que ya su trayectoria era extensa, se hizo profesional y jugó dos temporadas más llegando al borde del campeonato en 1932 cuando perdieron el desempate con River Plate. En este campeonato fue seriamente lesionado por un jugador de Quilmes, quienes incentivados por los millonarios, salieron a lastimarlo a él y a Ravaschino.
Su último partido fue frente a Ferro Carril Oeste el 8 de octubre de 1933 perdiendo por 2 a 0.
El 22 de agosto de 1934, se realiza un partido en su homenaje y se le entrega el producto de una colecta para la adquisición de una casa.
En el profesionalismo jugó 56 partidos, marcando 34 goles.
En sus últimos años fue el encargado del Camping de Independiente en Quilmes. Se había jubilado de su profesión de siempre: clasificador de lanas en Campomar. 
Falleció en Quilmes (Buenos Aires) donde estaba radicado el 21 de agosto de 1975 a los 73 años de edad.
Manuel Seoane inauguró una estirpe de volantes por izquierda ("insider" en su época) cuya continuidad estaría dada por tres jugadores emblemáticos que junto al negro conforman el póker de ases de este primer siglo de vida de Independiente: Seoane, A. Sastre, Grillo y Bochini.

## Selección nacional
Fue internacional con la Selección Argentina entre los años 1921 y 1931, jugando 21 partidos y marcando 16 goles.
Su debut con la blanquiceleste fue en 1921 cuando la Selección viajó a Paraguay para realizar una serie de amistosos.
En 1925 conquistó la Copa América con la Selección Argentina formando delantera, entre otros, con Alejandro De Los Santos, quien fuera también su compañero de ataque en El Porvenir. Ganó las Copas América de 1925, 1927 y 1929, siendo designado el mejor jugador del torneo en las dos primeras.

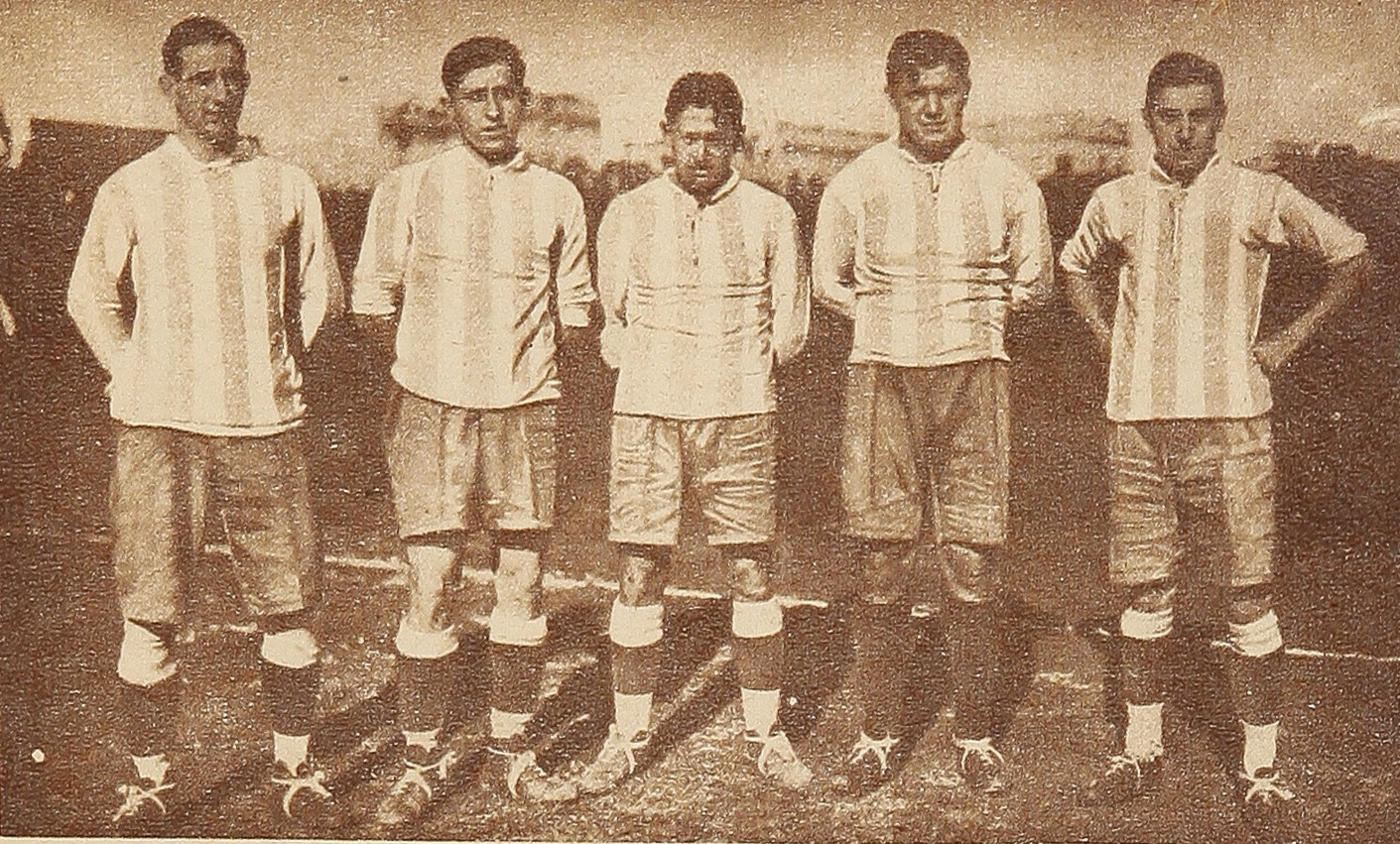
Delantera de la Selección Argentina. De izquierda a derecha: Carricaberry, Penella, Sosa, Seoane y Orsi

## Estadísticas
Datos actualizados al fin de la carrera deportiva.
| Independiente Argentina | 1.ª           | 1921 AAmF     | 30  | 18  | -  | -  | 31  | 18  | 0,60 |
| Independiente Argentina | 1.ª           | 1922 AAmF     | 39  | 51  | -  | -  | 39  | 51  | 1,31 |
| Independiente Argentina | 1.ª           | 1923 AAmF     | 13  | 10  | -  | -  | 13  | 10  | 0,77 |
| Independiente Argentina | 1.ª           | 1924 AAmF     | 1   | 0   | -  | -  | 1   | 0   | 0,00 |
| Independiente Argentina | 1.ª           | 1926 AAmF     | 25  | 30  | 8  | 6  | 33  | 36  | 1,09 |
| Independiente Argentina | 1.ª           | 1927          | 28  | 24  | -  | -  | 28  | 24  | 0,86 |
| Independiente Argentina | 1.ª           | 1928          | 31  | 30  | -  | -  | 31  | 30  | 0,97 |
| Independiente Argentina | 1.ª           | 1929          | 14  | 13  | -  | -  | 14  | 13  | 0,93 |
| Independiente Argentina | 1.ª           | 1930          | 30  | 20  | -  | -  | 30  | 20  | 0,67 |
| Independiente Argentina | 1.ª           | 1931          | 24  | 12  | -  | -  | 24  | 12  | 0,50 |
| Independiente Argentina | 1.ª           | 1932          | 28  | 22  | 2  | 3  | 30  | 25  | 0,83 |
| Independiente Argentina | 1.ª           | 1933          | 4   | 0   | -  | -  | 4   | 0   | 0,00 |
| Independiente Argentina | Total club    | Total club    | 268 | 230 | 10 | 9  | 278 | 239 | 0,86 |
| Progresista Argentina | 1.ª           | 1922          | 2   | 2   | -  | -  | 2   | 2   | 1,00 |
| Progresista Argentina | 1.ª           | 1923          | 2   | 3   | -  | -  | 2   | 3   | 1,50 |
| Progresista Argentina | Total club    | Total club    | 4   | 5   | 0  | 0  | 4   | 5   | 1,25 |
| El Porvenir Argentina | 1.ª           | 1924          | 20  | 10  | -  | -  | 20  | 10  | 0,50 |
| El Porvenir Argentina | 1.ª           | 1925          | 7   | 4   | 5  | 2  | 12  | 6   | 0,50 |
| El Porvenir Argentina | Total club    | Total club    | 27  | 14  | 5  | 2  | 32  | 16  | 0,50 |
| Total carrera | Total carrera | Total carrera | 299 | 249 | 15 | 11 | 314 | 260 | 0,83 |
| (1) Incluye datos de la Copa de Competencia Jockey Club (1925, 1926); Copa de Competencia de la Asociación Amateurs (1926); Copa de Competencia (1932, 1933). (2) No incluye goles en partidos amistosos. |               |               |     |     |    |    |     |     |      |

### Selección nacional
| Selección | Año   | Amistoso | Amistoso | Copa América | Copa América | Total | Total |
| Selección | Año   | Part.    | Goles    | Part.        | Goles        | Part. | Goles |
| --------- | ----- | -------- | -------- | ------------ | ------------ | ----- | ----- |
| Argentina | 1924  | 4        | 1        | 3            | 0            | 7     | 1     |
| Argentina | 1925  | -        | -        | 4            | 6            | 4     | 6     |
| Argentina | 1927  | 1        | 0        | 3            | 2            | 4     | 2     |
| Argentina | 1928  | 1        | 1        | -            | -            | 1     | 1     |
| Argentina | 1929  | -        | -        | 1            | 0            | 1     | 0     |
| Total     | Total | 6        | 2        | 11           | 8            | 17    | 10    |

## Palmarés

### Campeonatos nacionales
| Título              | Equipo        | País      | Año       |
| ------------------- | ------------- | --------- | --------- |
| Primera División    | Independiente | Argentina | 1922 AAmF |
| Primera División    | Independiente | Argentina | 1926 AAmF |
| Copa de Competencia | Independiente | Argentina | 1926      |

### Campeonatos internacionales
| Título                  | Equipo              | Sede      | Año  |
| ----------------------- | ------------------- | --------- | ---- |
| Campeonato Sudamericano | Selección Argentina | Argentina | 1925 |
| Campeonato Sudamericano | Selección Argentina | Perú      | 1927 |
| Campeonato Sudamericano | Selección Argentina | Argentina | 1929 |